# Eono
Nella mitologia greca, Eono (in greco antico: Οἰωνός) era il nome di uno dei figli di Licimnio e di Perimede.

## Il mito
Aveva due fratelli, Argeio e Mela erano alleati di Eracle morendo negli scontri con Eurito.
Eono era amico di Alcmena, la sorellastra di suo padre e cugina di Eracle, il suo compagno di avventure. Si racconta che un giorno mentre viaggiavano per le strade di Sparta un cane lo aggredì e nel difendersi lo colpì facendo infuriare il suo padrone (Ippocoonte) che insieme ai suoi figli lo uccisero, colpendolo più volte con bastoni ed altre armi improvvisate. 

Eracle faticò a vendicarsi, uccidendo alla fine lo stesso Ippocoonte e tutti i suoi venti figli e rimettendo sul trono Tindaro, il fratello di quest'ultimo.
Secondo Pausania il suo sepolcro si trovava accanto al santuario di suo cugina.